# Nanggerang (Leuwimunding)
Nanggerang is een bestuurslaag in het regentschap Majalengka van de provincie West-Java, Indonesië. Nanggerang telt 1543 inwoners (volkstelling 2010).